# Michael Fahmüller
Michael Fahmüller (* 1968 in Simbach am Inn) ist ein deutscher Politiker (CSU) und seit 2011 Landrat des Landkreises Rottal-Inn sowie Verwaltungsratsvorsitzender der Sparkasse Rottal-Inn.

## Leben
Fahmüller ist gelernter Bankkaufmann und Sparkassenfachwirt. Während seiner beruflichen Karriere war er unter anderem stellvertretender Leiter der Geschäftsstelle Egglham sowie stellvertretender Leiter der Abteilung Electronic Banking.
Neben seiner Arbeit bei der Sparkasse Rottal-Inn engagierte sich Fahmüller auch politisch. Der CSU-Politiker gehörte seit 1996 dem Gemeinderat von Egglham an und war seit 2002 ehrenamtlicher Bürgermeister, seit 2008 Kreisrat im Kreistag des Landkreises Rottal-Inn. Dort wurde er 2009 CSU-Fraktionsvorsitzender im Kreistag. 2011 wurde er mit 60,28 % der Stimmen zum Landrat des Landkreises Rottal-Inn gewählt. Bei seiner Kandidatur 2011 hatte er versprochen, seine Amtszeit auf 2,5 Jahre zu begrenzen, um Landrats- und Kreistagswahl wieder zusammenzulegen. Damit sollten dem Landkreis 80 bis 90 Tausend Euro gespart werden. Am 16. März 2014 stellte er sich somit ohne Gegenkandidaten erneut zur Wahl und erhielt 94 % der Stimmen.
Fahmüller ist verheiratet und hat zwei Söhne.